# Басетлоу (община)
Община „Басетлоу“ (на английски: Bassetlaw) е една от осемте административни единици в област (графство) Нотингамшър, регион Ийст Мидландс.
Населението на общината към 2008 година е 112 200 жители разпределени в множество селища на площ от 637.9 квадратни километра. Главен град на общината е Уърксоп.

## География
Община „Басетлоу“ има предимно провинциален характер, разположена е в най-северната част на област Нотингамшър по границата с графства Линкълншър на североизток и Южен Йоркшър на северозапад.
Градове на територията на общината:
| град    | на английски | население |
| ------- | ------------ | --------- |
| Уърксоп | Worksop      | 39 072    |
| Ретфорд | Retford      | 21 314    |

## Демография
За седемгодишен период, от последното официално преброяване през 2001 година (показало 107 713 жители) до 2008 година с данни за 112 200 жители, населението на общината се е увеличило с 4487 души = 4,17%.
Разпределение на населението по религиозна принадлежност към 2001 година:
| религия          | на английски        | брой жители | %      |
| ---------------- | ------------------- | ----------- | ------ |
| Християни        | Christian           | 87 821      | 81,53% |
| Будисти          | Buddhist            | 92          |        |
| Хиндуисти        | Hindu               | 139         | 0,13%  |
| Евреи            | Jewish              | 51          |        |
| Мюсюлмани        | Muslim              | 351         | 0,33%  |
| Сикхи            | Sikh                | 79          |        |
| Други            | Other               | 223         | 0,21%  |
| Атеисти          | No religion         | 10 762      | 9,99%  |
| Запазена в тайна | Religion not stated | 8195        | 7,61%  |
| общо             |                     | 107 713     |        |